# کوساکو ماسودا
کوساکو ماسودا (انگلیسی: Kosaku Masuda؛ زادهٔ ۳۰ آوریل ۱۹۷۶) بازیکن فوتبال اهل ژاپن است.
از باشگاه‌هایی که در آن بازی کرده‌است می‌توان به باشگاه فوتبال توکیو وردی اشاره کرد.